# Tazoudasaurus naimi
Tazoudasaurus naimi — вид ящеротазових динозаврів родини Вулканодонтові (Vulcanodontidae). Динозавр існував у ранньому юрському періоді. Скам'янілі рештки виду знайдені у відкладеннях пісковику на пагорбі біля села Тазоуда у Марокко. Рештки складаються з часткового дорослого скелета і пов'язаного з ним часткового ювенільного скелета. Поруч були знайдені рештки іншого виду динозаврів Berberosaurus.

## Назва
Назва роду Tazoudasaurus дана по типовому місцезнаходженю селі Тазоуда (Tazouda). Видовий епітет — це латинізована транслітерація арабського слова, що означає «тонкий», через невеликий розмір тварини як для зауроподів.